# Герб Бессарабської губернії
Герб Бессара́бської губе́рнії — офіційний символ Бессарабської губернії. Затверджений 5 липня 1878 року.

## Опис
У лазуровому щиті золота голова вола з червленими очима, язиком та рогами, супроводжувана, між рогами, золотою з п'ятьма променями зіркою і по сторонам вправо срібною трояндою і вліво таким же півмісяцем, оберненим вліво. Кайма з кольорів Імперії. Щит увінчаний імператорською короною і обрамований золотим дубовим листям, що оповите Андріївською стрічкою.

## Історія
Герб Бессарабії, створений між 1815 і 1817 роками, включав пересічений на золото і синь щит. У першій половині — герб імперії: двоголовий орел, прикрашений золотою короною, тримає в кігтях скіпетр і увінчану хрестом земну кулю. У синій половині зображений старий герб Молдови: голова тура. Згідно з імперським рішенням від 27 березня та 13 квітня 1826 року, герб зазнав незначних змін: у червоній верхній половині орел тримає смолоскип та блискавку в правих пазурях, а в лівій — лавровий вінок. На її грудях зображений червоний щит зі святим Юрієм, що вбиває дракона списом на білому коні. Нижня половина стала золотою.
У 1878 році зовнішній вигляд герба був докорінно змінений. Голова бика була зображена на блакитному щиті, з червоними очима, язиком і рогами. Між рогами розміщували п'ятипроменеву зірку, голову оточували троянда (праворуч) і півмісяць (ліворуч). Щит облямований кольорами Романових: золотом, сріблом і чорною фарбою.

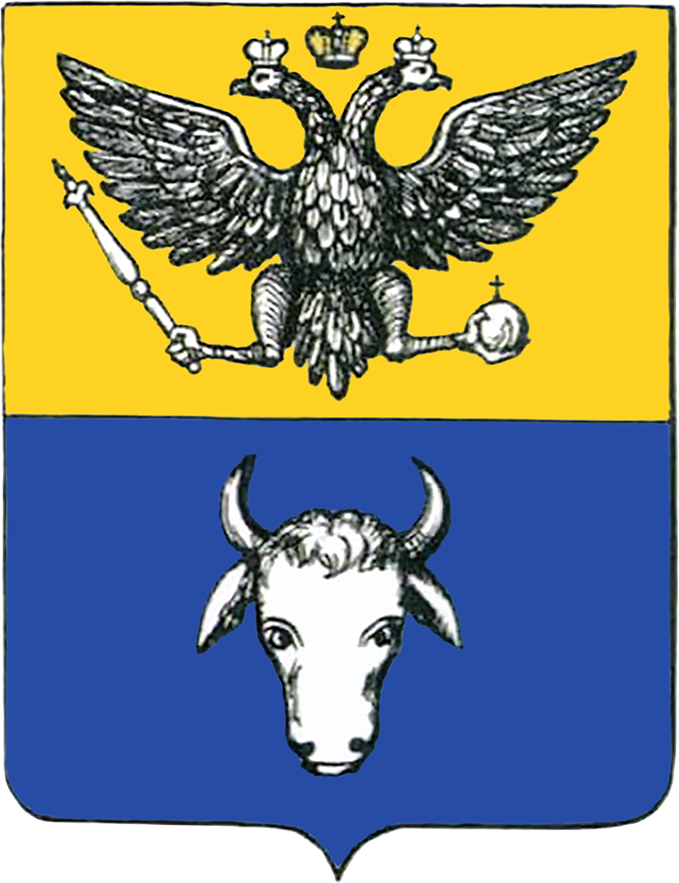
Герб Бессарабської області. 1815 г.
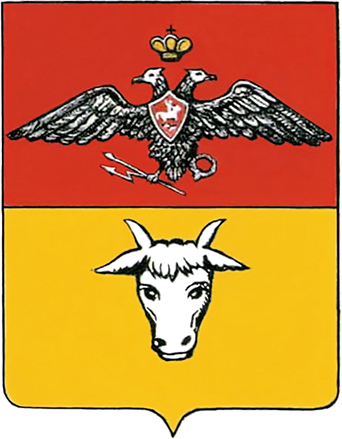
Герб Бессарабської області. Затверджено 2 квітня 1826 року
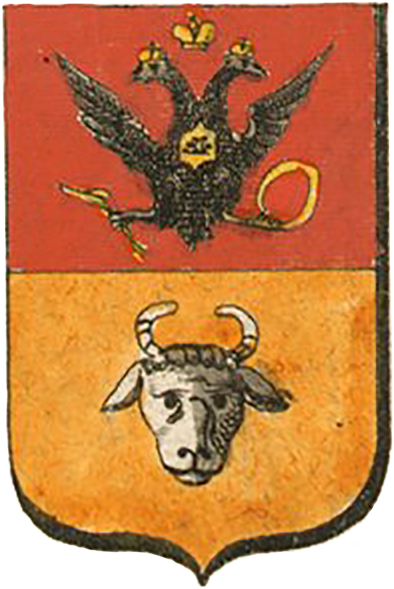
Герб Бессарабської губернії. Малюнок 1856 р.
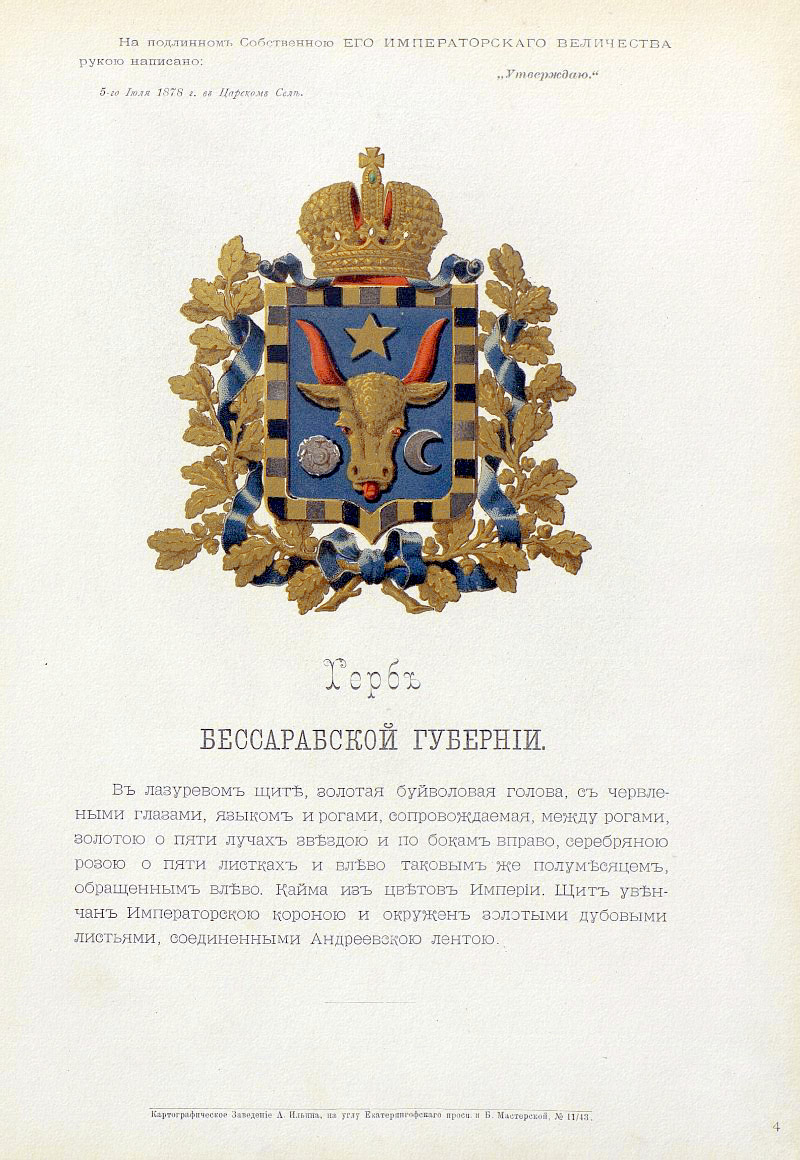
Офіційний опис в Гербовника МВС Російської Імперії 1880 року
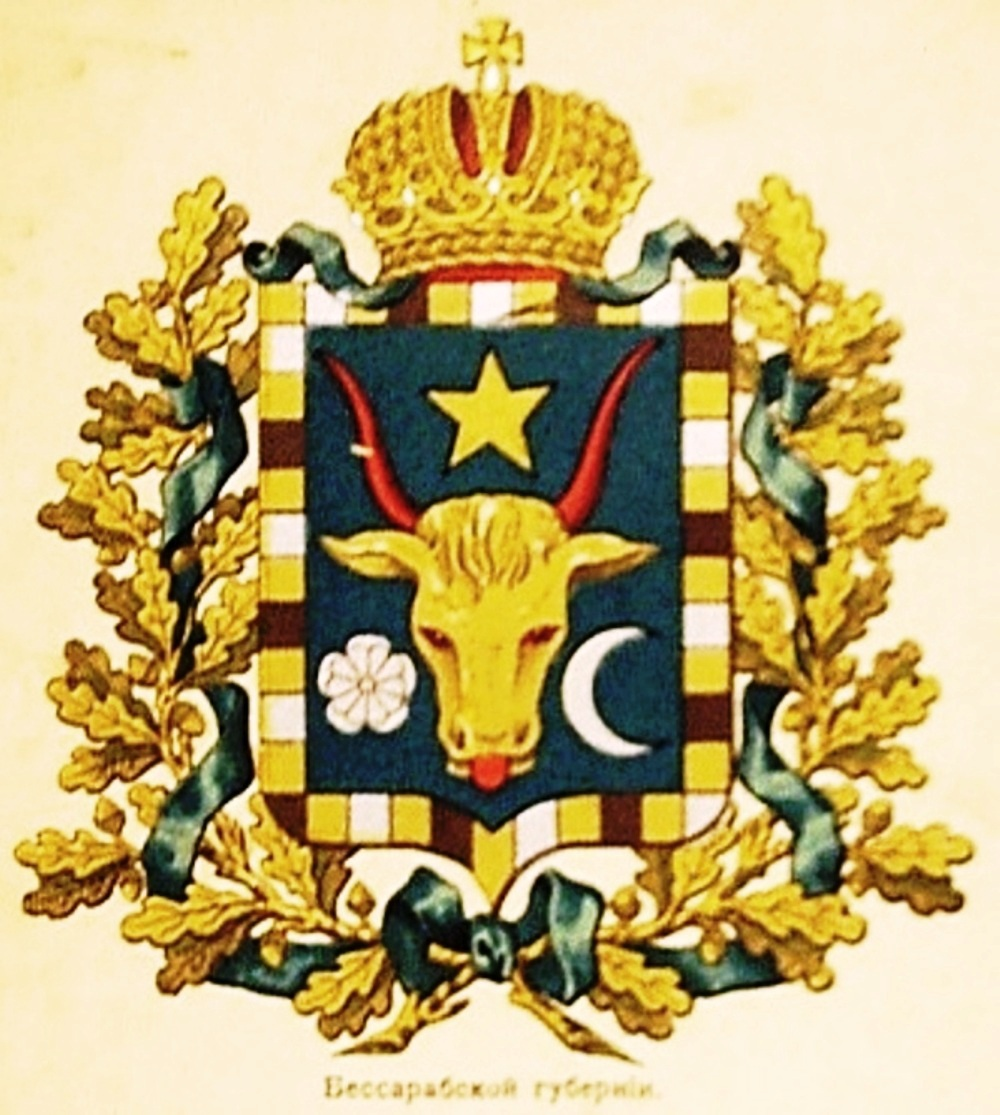
Герб з видання Сукачова, 1878 р.